# 咲色リフレイン
「咲色リフレイン」（えみいろリフレイン）は、ピコのメジャー5作目のシングル。2012年4月25日にKi/oon Musicから発売された。

## 概要
前作「ユメハナ」から約半年ぶりのリリース。今作は初回生産限定盤、通常盤、完全生産限定盤の3種でリリースされ、初回生産限定盤には前作「ユメハナ」のPVとジャケット撮影などのオフショットが収録されたDVDが付属され、通常盤はCDのみ、完全生産限定盤にはCDと特典としてグラフィグが付属される。またそれぞれジャケットのデザインが異なる。
表題曲「咲色リフレイン」は、TBS系音楽番組『CDTV』4月度オープニングテーマに起用されており、L'Arc〜en〜CielのTETSUYAが作曲を行なっており、またTETSUYA自身も初の楽曲提供作品となる。
今作のテーマについて、「生きる」がテーマとのこと。
ジャケットの撮影場所は、箱根 彫刻の森美術館で撮影された。

## 収録内容
CD
1. 咲色リフレイン [4:45]
作詞：ピコ、作曲：tetsuya、編曲：重永亮介
作詞をする際に何度か書き直しをしたが、比較的順調に書き上げられたという。また「たくさんの方に聴いてもらいたかったので、よりわかりやすく、ストレートに書いた」とのこと。
楽曲提供の話は、2011年の末からあったが、具体的な話になったのは今年の2月頃とのこと。
タイトルは、歌詞が完成してアレンジがある程度固まったタイミングで考えて完成したという。またタイトルにある「咲」は「笑み」というふうにも考えていて、いろんな笑顔の花をこの世界に咲かせたいという意味も込めていると語っている。
PVは、初のドラマ形式のPVになっており、「君の為の花になる」というメッセージも込められていると語っている。またPV中にピコ自身が天使と悪魔に扮しているが、お気に入りは悪魔という。
2. Hysteric rain [3:46]
作詞・作曲：ピコ、編曲：samfree
表題曲とは正反対になることを意識して制作された楽曲。自身が作詞・作曲を行うのは、メジャーデビューシングル以降4thシングル「ユメハナ」のカップリング「Immoral」以来2曲目である。楽曲について、「生きることは希望だけじゃなく絶望もあるんだよ」という考えのもと制作された。またバンドサウンドとストリングスをうまく馴染ませて、雨を彷彿させるアレンジにしたと語っている。
3. 天ノ弱 [3:08]
作詞・作曲：164、編曲：藤井亮太
前作同様ボーカロイドキャラクターの一人であるGUMIが歌唱している楽曲をカバーされたもの。このシングルのテーマが「生きる」をテーマにしているものであり、今楽曲もテーマに沿った内容だったからという。
4. 咲色リフレイン（Pikoless Version）
5. Hysteric rain（Pikoless Version）
6. 天ノ弱（Pikoless Version）

DVD（初回生産限定盤のみ）
1. ユメハナ（Music Video）
2. おふしょっと